# Zigadenia tuberculata
Zigadenia tuberculata is een keversoort uit de familie Cupedidae. De wetenschappelijke naam van de soort is voor het eerst geldig gepubliceerd in 1856 door Giebel.